# Johovac (Doboj)
Pour les articles homonymes, voir Johovac.
Johovac (en serbe cyrillique : Јоховац) est un village de Bosnie-Herzégovine. Il est situé sur le territoire de la ville de Doboj et dans la république serbe de Bosnie. Selon les premiers résultats du recensement bosnien de 2013, il compte 424 habitants.

## Démographie

### Évolution historique de la population dans la localité
| 1948 | 1953 | 1961  | 1971  | 1981  | 1991  | 2013 |
| ---- | ---- | ----- | ----- | ----- | ----- | ---- |
| -    | -    | 1 350 | 1 502 | 1 511 | 1 487 | 424  |

|  |